# Ajahn Buddhadasa
Phra Dharmakosacarya (Nguam Indapañño), (Thailandês: พระธรรมโกศาจารย์ (เงื่อม อินฺทปญฺโญ), também conhecido por Ajahn Buddhadasa, foi um monge e filósofo do século XX. Conhecido por ter reinterpretado a doutrina budista e as crenças tailandesas populares, Buddhadasa promoveu uma reforma das concepções religiosas tradicionais tanto de seu país de origem, a Tailândia, como do mundo afora.  Embora tenha sido oficialmente um bhikkhu (monge), ordenando-se aos vinte anos de idade pela tradição tailandesa obrigatória, desenvolveu uma visão pessoal que rejeitou uma identificação religiosa específica, considerando todas as crenças como sendo uma só. Suas teorias inspiraram várias pessoas, como o francês Pridi Banomyong, líder da revolução Siamesa de 1932, e vários artistas e ativistas sociais da Tailândia no século XX.

## Anos iniciais
Buddhadasa nasceu como Nguam Phanit (Thai: เงื่ อม พา นิ ช) em 1906, em Ban Phumriang, do distrito de Chaiya, na Tailândia do sul. Seu pai, Sieng Phānit, era um comerciante de ascendência chinesa e tailandesa de segunda geração (Hokkien), e sua mãe, Klaun, era tailandesa. Ele renunciou à vida civil em 1926. Típico de jovens monges durante sua época, ele viajou para a capital Bangkok para treinamento doutrinal. No entanto, percebeu que os mosteiros estavam lotados, com péssimos hábitos monásticos e, o mais preocupante: a sangha inteira estava corrompida pois estava muito "preocupada com regalias, fama e conforto, e com poucos interesses pelos reais ideais budistas". Por causa disto, ele retornou ao seu distrito natal e fundou um mosteiro em uma floresta perto de sua aldeia, nomeando-o de Suan Mokkh. Suan significa "jardim" e Mokkh significa "liberação, iluminação" em tailandês.
Ele propôs uma prática budista que fosse simples e, ao mesmo tempo, condizente com os ensinamentos originais de Buda, tendo por base a seguinte orientação: "faça o bem, evite o mal e purifique a mente". Em seu mosteiro, Buddhadasa evitou os ritualismos habituais e as políticas internas que estavam frequentemente presentes nos mosteiros de sua região. Sua capacidade de ensinar ideias complexas de filosofia e religião atraiu muitas pessoas à Suan Mokkh. No entanto, ele era cético a respeito de sua própria fama; um dia, quando viu um ônibus de visitantes do mosteiro chegar, disse: "às vezes eu acho que muitas destas pessoas simplesmente param aqui porque precisam apenas ir ao banheiro".

## A crença no "sem-religião"
Desde o início de seus estudos sobre religião, Buddhadasa utilizou uma abordagem de metodologia comparativa, procurando explicar os "ensinamentos budistas através de outros sistemas de pensamento, como o taoísmo, hinduísmo, confucionismo, jainismo e as ciências naturais". Por meio desta metodologia, ele adotou uma visão religiosa que rejeitava a identificação religiosa excludente. Em seu livro "Sem Religião" (1993), argumenta que "em perspectivas evoluídas, não existe nenhuma identificação religiosa".

## O mosteiro Suan Mokkh
A fundação de Suan Mokkh, também conhecido por Wat Thannamlai, aconteceu no ano de 1932. Os ensinamentos essenciais proferidos neste  mosteiro focavam a consciência tranquila promovida pela prática de Anapanasati. No entanto, também estavam presentes práticas pessoais de pesquisa e interpretação dos textos antigos em Páli, concomitantemente à vivência em si destes ensinamentos.
Nos anos posteriores, os ensinamentos de Buddhadasa atraíram muitos devotos do exterior para o seu mosteiro. Ele sempre manteve o diálogo com estudiosos e líderes de outras religiões, tendo por base a sua ideia de "sem-religião". Seu objetivo principal com estes diálogos era investigar as semelhanças de cada uma das principais religiões do mundo. Antes de sua morte, Buddhadasa estabeleceu o Dhamma Hermitage Center para auxiliar no ensino do Budismo e outras prática de Yoga aos estudantes internacionais.